# Le Jardin des ombres
 (décembre 2017).
Si vous disposez d'ouvrages ou d'articles de référence ou si vous connaissez des sites web de qualité traitant du thème abordé ici, merci de compléter l'article en donnant les références utiles à sa vérifiabilité et en les liant à la section « Notes et références ».
Pour plus de détails, voir Fiche technique et Distribution.
Le Jardin des ombres est un film documentaire expérimental réalisé en 1993 par François Girard sur l’œuvre de l’architecte québécois Ernest Cormier qui est interprété à l’écran par le comédien Jean-Louis Millette.

## Synopsis
Le documentaire retrace l’œuvre architecturale de Cormier, et explore les inspirations littéraires de l’architecte, notamment Eupalinos ou l'architecte (1923) de l’écrivain français Paul Valéry.

## Fiche technique
- Titre : Le Jardin des ombres
- Réalisation : François Girard
- Scénario : François Girard
- Musique : Serge Laforest
- Montage : Glenn Berman
- Production : Bruno Jobin
- Pays :  Canada
- Genre : Documentaire
- Durée : 35 minutes
- Dates de sortie : 
  -  Canada : mars 1993 (Festival international du film de Montréal)